# 유키나 (유유백서)
유키나(雪菜)는 《유유백서》에 등장하는 히로인으로, 국내명은 설라.

## 소개
눈물을 흘리면 진주로 된 빙루석을 만드는 소녀로, 타루카네라는 부잣집에 붙잡혀 있었다. 히에이가 타루카네를 죽이려 하자 눈물을 흘리며 그를 막는다. 원래는 얼음의 나라의 빙녀로 히에이의 여동생이다. 자기 보다는 다른 사람을 생각하는 따뜻한 마음을 가졌고 쿠와바라가 첫눈에 반한 여인으로 쿠와바라가 짝사랑하는 상대. 빙녀라 그런지 요기로 주위를 얼어붙게 만드는 힘과 치유능력이 있다. 후에 쿠와바라의 상처를 치료해주고, 유스케 일행과 함께 지낸다. 99화에서 마계에 가려는 히에이에게 자신의 빙루석을 준다. 112화(최종화)에는 겐카이의 집에서 신세를 지고 있는 중이다.

## 기술
- 한기

주변 전체를 추운 기운으로 가득차게 하는 기술, 작중 암흑무술대회에서 마성술사 팀 중 한명인 토우야가 사용한 혹한지옥과 능력이 비슷하다.
- 상처회복

이 기술로 자신의 상처뿐 아니라 타인의 상처치료도 가능하다. 작중 그녀 자신이 뺨에 난 상처에서 한번 사용하고 이후 쿠와바라가 부상을 입자 그의 상처를 치료해주었고, 훗날 암흑무술대회에서도 이 기술로 도움을 준다.